# Kosova (Foča-Ustikolina, BiH)
Kosova je naseljeno mjesto u općini Foči-Ustikolini, Federacija BiH, BiH. Popisano su kao samostalno naselje na popisu 1961., a na kasnijim popisima ne pojavljuje se, jer je 1962. pripojeno Foči (Sl.list NRBiH, br.47/62). Ustikolina je 0,6 km, Kućare su 0,8 km zapadno, Cvilin je 2,1 km jugoistočno. Južno od Kosova teče Kosovska rijeka i prolazi cesta Ustikolina - Delijaš. Sjeverozapadno je područje ograničena pristupa.

## Stanovništvo
| Narod     | Popis 1961. |
| --------- | ----------- |
| Hrvati    |             |
| Muslimani | 77          |
| Srbi      | 13          |
| ostali    | 5           |
| Ukupno    | 95          |